# Grube Freundschaft
Die Grube Freundschaft ist eine ehemalige Eisen-Grube des Bensberger Erzreviers in Bergisch Gladbach. Das Gelände gehört zum Stadtteil Katterbach. Das Mutungsgesuch stammt vom 26. April 1849. Am 30. April 1849 wurde ein Mutschein erteilt. Die Verleihungsurkunde stammt vom 3. März 1850 auf Brauneisenstein. Das Grubenfeld Freundschaft lag in der Umgebung von Katterbach. Hinter den Häusern Klutstein grenzt an den Wald ein Wanderweg. In diesem Bereich befindet sich im Hinterland des Hauses Klutstein 20 die Fundgrube in einem alten Kalksteinbruch. Über die Betriebstätigkeiten ist nichts Näheres bekannt.